# Coupe du monde de bobsleigh 2012-2013
Navigation
Édition précédente Édition suivante
L'édition 2012-2013 de la Coupe du monde de bobsleigh se déroule entre le 5 novembre 2012 et le 17 février 2013.

## Règlement
| Période / Place | 1   | 2   | 3   | 4   | 5   | 6   | 7   | 8   | 9   | 10  | 11  | 12  | 13  | 14  | 15  | 16 | 17 | 18 | 19 | 20 | 21 | 22 | 23 | 24 | 25 | 26 | 27 | 28 | 29 |
| --------------- | --- | --- | --- | --- | --- | --- | --- | --- | --- | --- | --- | --- | --- | --- | --- | -- | -- | -- | -- | -- | -- | -- | -- | -- | -- | -- | -- | -- | -- |
| 2011            | 225 | 210 | 200 | 192 | 184 | 176 | 168 | 160 | 152 | 144 | 136 | 128 | 120 | 112 | 104 | 96 | 88 | 80 | 74 | 68 | 62 | 56 | 50 | 45 | 40 | 36 | 32 | 28 | 24 |

## Classement général

### Bob combiné masculin
| Pos. | Bobeur             | Points |
| ---- | ------------------ | ------ |
| 1    | Oskars Melbardis   | 3227   |
| 2    | Alexsandr Zubkov   | 3161   |
| 3    | Manuel Machata     | 3098   |
| 4    | Lyndon Rush        | 2872   |
| 5    | Steven Holcomb     | 2807   |
| 6    | John James Jackson | 2434   |
| 7    | Thomas Florschuetz | 2351   |
| 8    | Simone Bertazzo    | 2184   |
| 9    | Chris Spring       | 2099   |
| 10   | Maximilian Arndt   | 2078   |

### Bob à 2 masculin
| Pos. | Bobeur              | LAK | PAR | WHI | WIN | PLA | ALT | KON | IGL | SOC | Points |
| ---- | ------------------- | --- | --- | --- | --- | --- | --- | --- | --- | --- | ------ |
| 1    | Lyndon Rush         | 7   | 20  | 2   | 3   | 1   | 4   | 1   | 6   | 4   | 1656   |
| 2    | Oskars Melbardis    | 8   | 4   | 14  | 7   | 5   | 5   | 2   | 4   | 3   | 1602   |
| 3    | Manuel Machata      | 4   | 6   | 7   | 6   | 11  | 3   | 6   | 13  | 8   | 1504   |
| 4    | Steven Holcomb      | 1   | 1   | 1   | 5   | 3   | -   | 8   | 14  | 12  | 1459   |
| 5    | Alexsandr Zubkov    | 9   | 6   | 3   | 2   | 10  | -   | 4   | 7   | 4   | 1434   |
| 6    | Francesco Friedrich | 3   | 3   | 3   | -   | -   | 1   | 3   | 3   | 10  | 1369   |
| 7    | Simone Bertazzo     | 12  | 5   | 12  | 8   | 4   | 6   | 17  | 10  | 13  | 1320   |
| 8    | Cory Butner         | 2   | 2   | 10  | 9   | 12  | -   | 12  | 5   | 9   | 1308   |
| 9    | Thomas Florschuetz  | -   | -   | -   | 4   | 6   | 1   | 5   | 2   | 2   | 1197   |
| 10   | Chris Spring        | 13  | 8   | 5   | 10  | 15  | -   | 11  | 8   | 6   | 1184   |

### Bob à 4 masculin
| Pos. | Bobeur             | LAK | PAR | WHI | WIN | PLA | ALT | KON | IGL | SOC | Points |
| ---- | ------------------ | --- | --- | --- | --- | --- | --- | --- | --- | --- | ------ |
| 1    | Alexsandr Zubkov   | 1   | 1   | 1   | 1   | 2   | -   | 1   | 4   | 3   | 1727   |
| 2    | Oskars Melbardis   | 8   | 10  | 9   | 3   | 5   | 4   | 5   | 5   | 1   | 1625   |
| 3    | Manuel Machata     | 4   | 3   | 6   | 9   | 10  | 2   | 4   | 6   | 9   | 1594   |
| 4    | Maximilian Arndt   | 9   | 4   | 7   | 2   | 4   | 1   | 2   | 1   | -   | 1574   |
| 5    | John James Jackson | 7   | 6   | 5   | 8   | 8   | 11  | 10  | 6   | 5   | 1488   |
| 6    | Steven Holcomb     | 2   | 2   | 4   | 6   | 7   | -   | 7   | 17  | 11  | 1348   |
| 7    | Lyndon Rush        | 6   | 12  | 8   | 13  | 18  | 6   | 9   | 10  | 18  | 1216   |
| 8    | Alexander Kasjanov | 13  | 7   | 2   | -   | 3   | -   | 6   | 14  | 3   | 1186   |
| 9    | Thomas Florschuetz | -   | -   | -   | 4   | 9   | 3   | 3   | 3   | 2   | 1154   |
| 10   | Nick Cunningham    | 3   | 5   | 11  | 11  | 12  | -   | 21  | 20  | 13  | 1034   |

### Bob à 2 féminin
| Pos. | Bobeuse              | LAK | PAR | WHI | WIN | PLA | ALT | KON | IGL | SOC | Points |
| ---- | -------------------- | --- | --- | --- | --- | --- | --- | --- | --- | --- | ------ |
| 1    | Kaillie Humphries    | 1   | 1   | 1   | 1   | 1   | 3   | 1   | 2   | 3   | 1960   |
| 2    | Sandra Kiriasis      | 5   | 2   | 3   | 9   | 4   | 2   | 3   | 1   | 1   | 1798   |
| 3    | Cathleen Martini     | 7   | 3   | 5   | 8   | 6   | 1   | 2   | 6   | 4   | 1691   |
| 4    | Anja Schneiderheinze | 8   | 11  | 7   | 3   | 5   | 5   | 9   | 4   | 8   | 1536   |
| 5    | Esme Kamphuis        | 10  | 7   | 4   | 5   | 13  | 4   | 4   | 8   | 11  | 1488   |
| 6    | Elana Meyers         | 3   | 8   | 10  | 2   | 3   | -   | 8   | 5   | 2   | 1468   |
| 7    | Fabienne Meyer       | 13  | 10  | 2   | 6   | 9   | 9   | 5   | 11  | 5   | 1458   |
| 8    | Christina Hengster   | 4   | 6   | 8   | 6   | 7   | 6   | 14  | 10  | 18  | 1384   |
| 9    | Paula Walker         | 6   | 9   | 6   | 10  | 10  | 13  | 7   | 7   | 16  | 1344   |
| 10   | Jamie Greubel        | 9   | 4   | 11  | 4   | 2   | -   | 11  | 9   | 9   | 1322   |

## Calendrier
| 1. Lake Placid (5 au 10 novembre 2012) |           |                                                                           |                                                                         |                                                                      |
| Date                                   | Épreuve   | Vainqueur                                                                 | Deuxième                                                                | Troisième                                                            |
| 10 novembre                            | Bob à 4 H | Russie Alexander Zubkov Alexey Negodaylo Dmitry Trunenkov Maxim Mokrousov | États-Unis Steven Holcomb Justin Olsen Steven Langton Curtis Tomasevicz | États-Unis Nick Cunningham Adam Clark Andreas Drbal Christopher Fogt |
| 9 novembre                             | Bob à 2 H | États-Unis Steven Holcomb Steven Langton                                  | États-Unis Cory Butner Charles Berkeley                                 | Allemagne Francesco Friedrich Gino Gerhardi                          |
| 9 novembre                             | Bob à 2 F | Canada Kaillie Humphries Chelsea Valois                                   | États-Unis Jazmine Fenlator Lolo Jones                                  | États-Unis Elana Meyers Tianna Madison                               |

| 2. Park City (12 au 18 novembre 2012) |           |                                                                           |                                                                         |                                                                    |
| Date                                  | Épreuve   | Vainqueur                                                                 | Deuxième                                                                | Troisième                                                          |
| 17 novembre                           | Bob à 4 H | Russie Alexander Zubkov Alexey Negodaylo Dmitry Trunenkov Maxim Mokrousov | États-Unis Steven Holcomb Justin Olsen Steven Langton Curtis Tomasevicz | Allemagne Manuel Machata Gregor Bermbach Jan Speer Christian Poser |
| 16 novembre                           | Bob à 2 H | États-Unis Steven Holcomb Curtis Tomasevicz                               | États-Unis Cory Butner Charles Berkeley                                 | Allemagne Francesco Friedrich Gino Gerhardi                        |
| 17 novembre                           | Bob à 2 F | Canada Kaillie Humphries Chelsea Valois                                   | Allemagne Sandra Kiriasis Franziska Bertels                             | Allemagne Cathleen Martini Stephanie Schneider                     |

| 3. Whistler (19 au 25 novembre 2012) |           |                                                                           |                                                                       |                                                                                       |
| Date                                 | Épreuve   | Vainqueur                                                                 | Deuxième                                                              | Troisième                                                                             |
| 24 novembre                          | Bob à 4 H | Russie Alexander Zubkov Alexey Negodaylo Dmitry Trunenkov Maxim Mokrousov | Russie Alexander Kasjanov Maxim Belugin Ilvir Khuzin Nikolay Khrenkov | Canada Chris Spring Timothy Randall Adam Rosenke Coakwell Ben                         |
| 24 novembre                          | Bob à 2 H | États-Unis Steven Holcomb Steven Langton                                  | Canada Lyndon Rush Lascelles Brown                                    | Allemagne Francesco Friedrich Jannis Baecker Russie Alexander Zubkov Dmitry Trunenkov |
| 24 novembre                          | Bob à 2 F | Canada Kaillie Humphries Chelsea Valois                                   | Suisse Fabienne Meyer Elisabeth Graf                                  | Allemagne Sandra Kiriasis Berit Wiacker                                               |

| 4. Winterberg (3 au 9 décembre 2012) |           |                                                                           |                                                                      |                                                                           |
| Date                                 | Épreuve   | Vainqueur                                                                 | Deuxième                                                             | Troisième                                                                 |
| 9 décembre                           | Bob à 4 H | Russie Alexander Zubkov Alexey Negodaylo Dmitry Trunenkov Maxim Mokrousov | Allemagne Maximilian Arndt Alex Mann Alexander Roediger Martin Putze | Lettonie Oskars Melbardis Daumants Dreiskens Arvis Vilkaste Intars Dambis |
| 8 décembre                           | Bob à 2 H | Suisse Beat Hefti Thomas Lamparter                                        | Russie Alexander Zubkov Dmitry Trunenkov                             | Canada Lyndon Rush Jesse Lumsden                                          |
| 8 décembre                           | Bob à 2 F | Canada Kaillie Humphries Chelsea Valois                                   | États-Unis Elana Meyers Katie Eberling                               | Allemagne Anja Schneiderheinze Stephanie Schneider                        |

| 5. La Plagne (10 au 16 décembre 2012) |           |                                                             |                                                                           |                                                                  |
| Date                                  | Épreuve   | Vainqueur                                                   | Deuxième                                                                  | Troisième                                                        |
| 16 décembre                           | Bob à 4 H | Suisse Beat Hefti Alex Baumann Thomas Lamparter Juerg Egger | Russie Alexander Zubkov Alexey Negodaylo Dmitry Trunenkov Maxim Mokrousov | Russie Alexander Kasjanov Ilvir Huzin Maxim Belugin Petr Moiseev |
| 15 décembre                           | Bob à 2 H | Canada Lyndon Rush Jesse Lumsden                            | Suisse Beat Hefti Alex Baumann                                            | Russie Steven Holcomb Steven Langton                             |
| 14 décembre                           | Bob à 2 F | Canada Kaillie Humphries Chelsea Valois                     | États-Unis Jamie Greubel Emily Azevedo                                    | États-Unis Elana Meyers Katie Eberling                           |

| 6. Altenberg (31 décembre 2012 au 6 janvier 2013) |           |                                                                                       |                                                              |                                                                         |
| Date                                              | Épreuve   | Vainqueur                                                                             | Deuxième                                                     | Troisième                                                               |
| 6 janvier                                         | Bob à 4 H | Allemagne Maximilian Arndt Marko Huebenbecker Alexander Roediger Martin Putze         | Allemagne Manuel Machata Alex Mann Jan Speer Christian Poser | Allemagne Thomas Florschuetz Andreas Bredau Kevin Kuske Thorsten Margis |
| 5 janvier                                         | Bob à 2 H | Allemagne Thomas Florschuetz Kevin Kuske Allemagne Francesco Friedrich Jannis Baecker |                                                              | Allemagne Manuel Machata Christian Poser                                |
| 4 janvier                                         | Bob à 2 F | Allemagne Cathleen Martini Stephanie Schneider                                        | Allemagne Sandra Kiriasis Franziska Bertels                  | Canada Kaillie Humphries Chelsea Valois                                 |

| 7. Königssee (7 au 13 janvier 2013) |           |                                                                           |                                                                               |                                                                         |
| Date                                | Épreuve   | Vainqueur                                                                 | Deuxième                                                                      | Troisième                                                               |
| 13 janvier                          | Bob à 4 H | Russie Alexander Zubkov Alexey Negodaylo Dmitry Trunenkov Maxim Mokrousov | Allemagne Maximilian Arndt Marko Huebenbecker Alexander Roediger Martin Putze | Allemagne Thomas Florschuetz Andreas Bredau Kevin Kuske Thomas Blaschek |
| 12 janvier                          | Bob à 2 H | Canada Lyndon Rush Jesse Lumsden                                          | Lettonie Oskars Melbardis Daumants Dreiskens                                  | Allemagne Francesco Friedrich Gino Gerhardi                             |
| 11 janvier                          | Bob à 2 F | Canada Kaillie Humphries Chelsea Valois                                   | Allemagne Cathleen Martini Janine Tischer                                     | Allemagne Sandra Kiriasis Berit Wiacker                                 |

| 8. Igls (14 au 20 janvier 2013) |           |                                                                               |                                                             |                                                                         |
| Date                            | Épreuve   | Vainqueur                                                                     | Deuxième                                                    | Troisième                                                               |
| 20 janvier                      | Bob à 4 H | Allemagne Maximilian Arndt Marko Huebenbecker Alexander Roediger Martin Putze | Suisse Beat Hefti Alex Baumann Thomas Lamparter Juerg Egger | Allemagne Thomas Florschuetz Andreas Bredau Kevin Kuske Thomas Blaschek |
| 19 janvier                      | Bob à 2 H | Suisse Beat Hefti Thomas Lamparter                                            | Allemagne Thomas Florschuetz Kevin Kuske                    | Allemagne Francesco Friedrich Jannis Baecker                            |
| 18 janvier                      | Bob à 2 F | Allemagne Sandra Kiriasis Franziska Bertels                                   | Canada Kaillie Humphries Chelsea Valois                     | États-Unis Jazmine Fenlator Aja Evans                                   |

| 9. Sotchi (11 au 17 février 2013) |           |                                                                           |                                                                           | |
| Date                              | Épreuve   | Vainqueur                                                                 | Deuxième                                                                  | Troisième |
| 17 février                        | Bob à 4 H | Lettonie Oskars Melbardis Daumants Dreiskens Arvis Vilkaste Intars Dambis | Allemagne Thomas Florschuetz Ronny Listner Andreas Bredau Thomas Blaschek | Russie Alexander Zubkov Alexey Negodaylo Dmitry Trunenkov Maxim Mokrousov Russie Alexander Kasjanov Maxim Belugin Ilvir Huzin Kirill Antukh |
| 16 février                        | Bob à 2 H | Suisse Beat Hefti Thomas Lamparter                                        | Allemagne Thomas Florschuetz Andreas Bredau                               | Lettonie Oskars Melbardis Daumants Dreiskens                                                                                                |
| 15 février                        | Bob à 2 F | Allemagne Sandra Kiriasis Franziska Bertels                               | États-Unis Elana Meyers Aja Evans                                         | Canada Kaillie Humphries Chelsea Valois |